# 機関 (法)
法律用語としての機関（きかん、独: Organ）とは、ドイツ法や日本法における概念で、法人のために意思決定や行為を行う一または複数の者をいう。生物の器官（Organ）になぞらえた表現である。
なお、法令用語としては、省庁などの組織を指して「機関」ということもある（国家行政組織法など）が、本項ではこの用語については扱わない（詳細は「行政機関」を参照）。

## 概要
法人は法律上の観念に過ぎないことから、それ自体として、自然的な意味において、意思決定や行為をすることができない。これを実際に担うのは、そのような権限を有する一または複数の者であり、これを機関という。機関には、独任制のもの（独任機関）と合議制のもの（合議機関）がある。

## 私法上の機関
あらゆる法人には機関が置かれ、法人としての意思決定や業務執行、監査などを担う。
例えば、日本法上の株式会社においては、独任機関として代表取締役や監査役などが、合議機関として取締役会や株主総会などが置かれる。

### 議決機関
法人の基本的な事項を議決し、執行は行わない機関を議決機関という。日本法では、株式会社においては株主総会、その他の社団法人においては総会または社員総会という。

#### 最高機関と万能機関
歴史的には、日本法上、株式会社の株主総会が最高機関であるか、万能機関であるかが論じられた。
最高機関(oberste Organ)とは、通常、機関のうち、その決定権限に属する事項については当該機関の決定が他の一切の機関を拘束するものを指す。この意味においては、株主総会は株式会社の最高機関である。
万能機関とは、あらゆる事項について決定権限を有する機関を指す。この意味においては、少なくとも取締役会を設置しない株式会社の株主総会は株式会社の万能機関である。
もっとも、これらの言葉の意味するところは論者によって多少の相違があったり、混乱して用いられることもあった。いずれにせよ、これらの議論から何らかの結論が導かれるものではなく、今日においてはこの議論は過去のものとなっている、との指摘がなされている。

### （業務）執行機関
議決機関の決定したところに基づいて業務の執行を担う機関を執行機関ないし業務執行機関という。理事機関ということもある。日本の株式会社であれば取締役（取締役会を設置する場合には代表取締役・業務担当取締役）、取締役会または執行役が、非営利法人であれば代表理事や理事長、理事、理事会などが、これに該当する。

### 監督機関
業務の執行の相当性を監督する機関を監督機関という。日本の株式会社であれば取締役会が、非営利法人であれば理事会などが、これに該当する。ドイツなどの二層型株式会社においては、執行機関たる取締役会は監督機関たる監査役会が分離され、取締役は監査役会によって選任される。

### 監査機関
業務の執行の適法性を監査する機関を監査機関という。日本の株式会社であれば監査役、監査役会、会計監査人、監査委員会および会計参与が、非営利法人であれば、監事や会計監査人などが、これに該当する。ただし、会計監査人については、法人の外部にあることを理由に、機関性を否定する見解も存在する。

## 公法上の機関
国その他の公法人についても、その意思決定や行為を担う機関が観念される。

### 立法機関と行政機関と司法機関

#### 立法機関
立法作用に関する事務を主な任務とする機関を立法機関という。日本では国会が国の唯一の立法機関である。

##### 協賛機関
大日本帝国憲法下の日本においては、帝国議会が立法機関であったが、それのみで立法権を有するのではなく、天皇の立法権についての協賛機関として位置づけられていた。なお、予算についても同様であった。

#### 行政機関
行政官庁法理論においては、国その他の行政主体たる公法人において行政に関する事務を担う機関を、行政機関という。国家行政組織法上の行政機関とは異なる概念であることに留意する必要がある。
この意味における行政機関は、行政庁、諮問機関、参与機関、監査機関、執行機関および補助機関の6種類に分類される。

##### 行政庁
行政主体の法律上の意思を決定し、外部に表示する権限を有する行政機関を行政庁という。公権力の行使の場面で用いられる。特に国の行政庁（すなわち官庁である行政庁）を行政官庁という。
- 独任制：内閣総理大臣、各省大臣、各庁長官、検察官、都道府県知事、市町村長など、ほとんどの行政庁。
- 合議制：国における内閣、国家公安委員会、公正取引委員会、人事院など、地方公共団体における教育委員会、選挙管理委員会、公安委員会など。

##### 諮問機関
行政庁から諮問を受けて、審議、調査し、意見を具申する行政機関を諮問機関という。通常は合議制である。各種の審議会、調査会、協議会、分科会、有識者会議など。諮問機関の意見に法的拘束力は無いが、できるだけ尊重されるべきとされている。

##### 参与機関
行政庁の意思を法的に拘束する議決を行う行政機関を参与機関という。合議制である。電波監理審議会、検察官適格審査会、労働保険審査会など。

##### 監査機関
行政機関の事務や会計の処理を検査し、その適否を監査する行政機関を監査機関という。会計検査院、監査委員など。

##### 執行機関
行政上の強制執行または即時強制を行う行政機関を執行機関という。他の意味の執行機関との区別に留意する必要がある。自衛官、警察官、海上保安官、徴税職員、消防職員など。

##### 補助機関
行政庁その他の行政機関の職務を補助するために、日常的な事務を遂行する行政機関を補助機関という。副大臣、事務次官、局長、課長から一般職員の多くが該当する。ただし、かつての人事・恩給局長のように行政官庁としての性格を兼ねるものもある。

##### 輔弼機関
大日本帝国憲法下においては、行政官庁である各省大臣ないし内閣は、天皇の行政権についての輔弼機関として位置づけられていた。「輔弼」の意義については、単に天皇による行政権の行使に補助するに過ぎないとする神権学派と実質的拘束力を認める立憲学派の対立があった。

#### 司法機関
司法作用に関する事務を主な任務とする機関を司法機関という。日本では、一般の（後述の裁判機関としての）裁判所、執行官、弾劾裁判所などがある。旧法下の検事も司法機関であった。司法機関のうち、国の法律上の意思を決定し、外部に表示する権限を有するものを司法官庁という。
なお、「司法機関」という用語は、本項にいう「機関」の意味ではなく、組織としての意味（すなわち、官署としての裁判所など）で用いることが多い。

##### 裁判機関
裁判を行う機関を裁判機関という。裁判所には複数の意義があるが、裁判機関としての意味で用いられることも多い。この場合は、法廷において具体的な事件を審理する1名の裁判官による単独体または数名の裁判官による合議体としての裁判所を指し、官署としての裁判所や庁舎としての裁判所とは異なる意味であることに留意する必要がある。

##### 執行機関
裁判を行う裁判機関に対して、裁判を執行する機関という意味で執行機関の語を用いることがある。日本法上、民事執行の執行機関は裁判所（少額訴訟債権執行については裁判所書記官）と執行官であり（民事執行法2条、167条の2第1項）、民事保全執行の執行機関は裁判所と執行官である（民事保全法2条2項）。

### 最高機関
私法上の機関の場合と同様に、他の一切の機関を拘束する決定権限を有する機関を最高機関（oberste Organ）と呼ぶことがある。
例えば、大日本帝国憲法の下において、天皇機関説は、国家法人学説を前提として、天皇を法人たる国家の最高機関として位置づけ、行政官庁は厳密には国家の事務を直接に担う機関（直接機関）ではなく天皇から委任を受けて権限を行使する機関（間接機関）に過ぎないとした。
なお、日本国憲法第41条は国会を「国権の最高機関」とするが、通説によれば、これはここでいう最高機関の意味ではなく、政治的美称として理解されている（政治的美称説）。

### 国家機関
国の機関を、国家機関（Staatsorgan）ともいう。

#### 官庁
国の行政庁、すなわち、国の意思を決定し外部に表示する権限を有する機関を「官庁」という。独任制官庁と合議制官庁、行政官庁と司法官庁、普通官庁と特別官庁、中央官庁と地方官庁といった分類がある。

### 議決機関と執行機関
日本における普通地方公共団体および特別区については、議決機関と執行機関という分類が行われている。

#### 議決機関
私法上の機関と同様に、基本的な事項を議決し執行を行わない機関を議決機関という。普通地方公共団体および特別区における議会が該当する。

#### 執行機関
議決機関の議決したところに基づいて行政事務の執行を担う機関を執行機関という。普通地方公共団体および特別区における首長や委員会・委員（すなわち、普通地方公共団体の行政庁）を指す場合に用いられている。前述の行政庁にほぼ相当するが、監査機関である監査委員も含まれる。